# Risto Ryti
Risto Heikki Ryti (Huittinen, 3 de fevereiro de 1889 — Helsinki, 25 de outubro de 1956) foi o 5° presidente da Finlândia, governando entre 19 de Dezembro de 1940 e 4 de Agosto de 1944. Antes disso, ele havia sido primeiro-ministro entre os anos de 1939 e 1940. Seu governo, como presidente, foi marcado pela Guerra da Continuação, contra a União Soviética.